# Orthonama fasciata
Orthonama fasciata är en fjärilsart som beskrevs av Richardson 1952. Orthonama fasciata ingår i släktet Orthonama och familjen mätare. Inga underarter finns listade i Catalogue of Life.